# فرمالیسم (ادبیات)
فرمالیسم (انگلیسی: Formalism) در ادبیات، مکتبی در نقد ادبی و نظریه ادبی است که عمدتاً اهدافی ساختاری در یک متن خاص را پیگیری می‌کند. این توجه به فرم، مطالعه متن بدون درنظرگرفتن تأثیرات بیرونی است. فرم‌گرایی مفهوم فرهنگ یا نفوذ اجتماعی، محتوا و نویسنده را رد کرده یا به‌سادگی برای اهداف تحلیلی‌اش نادیده می‌گیرد و در عوض، بر حالت‌ها، گونه‌ها، گفتمان و شکل‌ها (فرم‌ها) متمرکز است.